# Burg Empne

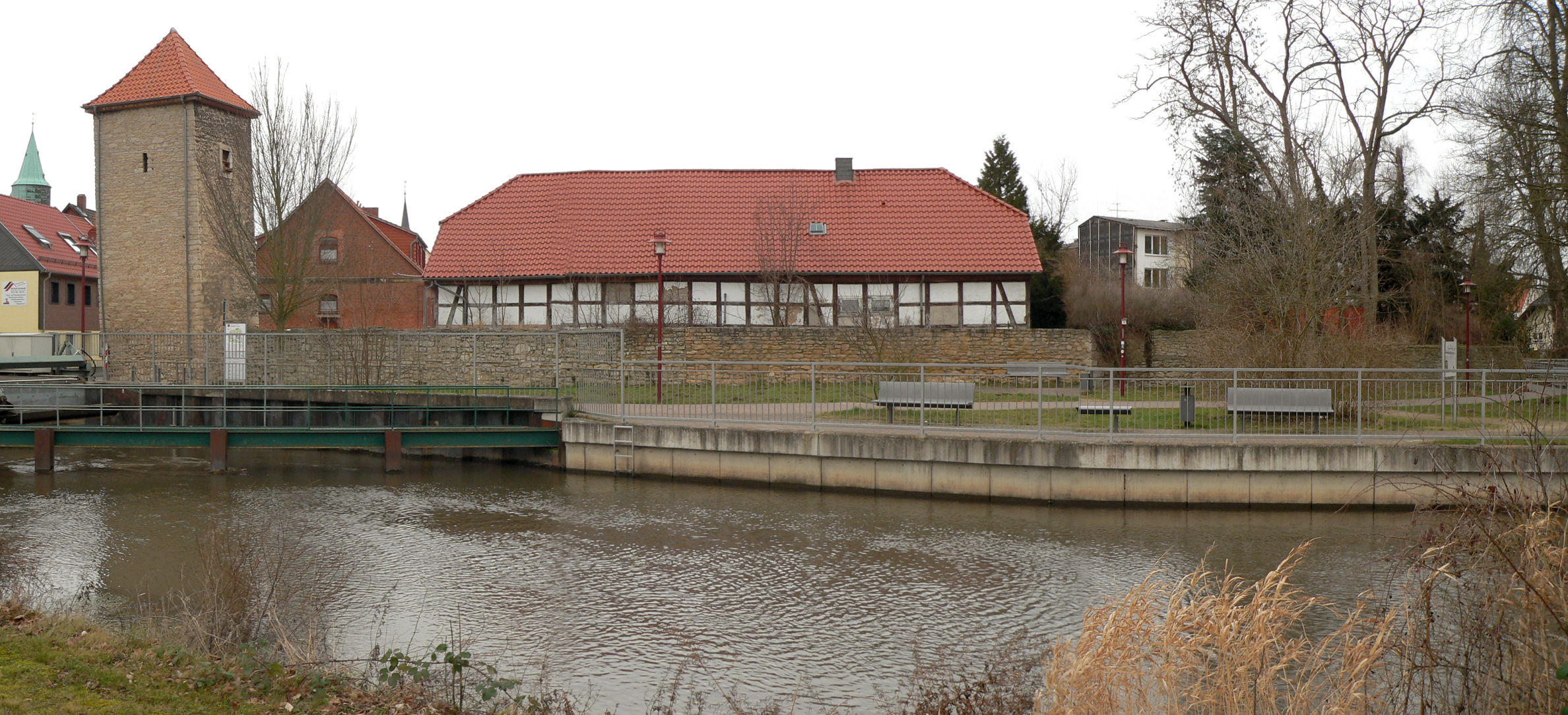
Der Schiefe Turm an der Stadtmauer der Stadtbefestigung Gronau und im rechten Bereich der frühere Standort der Burg Empne hinter der Stadtmauer, davor ein Flussarm der Leine

Die Burg Empne, auch Burg Gronau genannt, ist eine abgegangene Niederungsburg des Mittelalters, die sich in Gronau in Niedersachsen befand. Sie lag an einem Flussarm der Leine in der südöstlichen Ecke des Ortes und war in die mittelalterliche Stadtbefestigung Gronau einbezogen.
In der geschichtlichen Überlieferung wird die Burg Empne bereits im 12. Jahrhundert erwähnt. In dieser Zeit hat sich vermutlich ein Grafengeschlecht nach ihr benannt. 1228 kam die Burg an die Bischöfe von Hildesheim und wurde 1278 zerstört. Der Standort dieser ersten Burg ist nicht sicher. Einerseits könnte er einige hundert Meter östlich der Leine bei der Siedlung Empne gelegen haben, die bis ins 16. Jahrhundert bestand. Bisher wurden dort keine Spuren einer Befestigungsanlage nachgewiesen. Andererseits könnte die zerstörte Burg an der Leine gelegen haben und bei der planmäßigen Anlage von Gronau um das Jahr 1298 durch Bischof Siegfried II. von Hildesheim wieder hergerichtet worden sein. 1327 wird sie in den Quellen auch als Burg Gronau bezeichnet. 1522 wurde die Burg in der Hildesheimer Stiftsfehde zerstört und durfte nicht wieder aufgebaut werden. An der Burgstelle entstand ein Amtshof. Auf ihm befindet sich der Burgbrunnen, dessen Oberteil 1993 restauriert wurde. Bei archäologischen Untersuchungen im Jahr 2009 wurde im Bereich des Amtshofes auf der Innenseite der Stadtmauer das Fundament eines Gebäudes entdeckt, zu dem auch zwei steinerne Abflussrinnen in der Stadtmauer gehören. Es wird angenommen, dass die äußere Burgmauer Teil der den Ort umgebenden Stadtmauer war. In unmittelbarer Nähe der Burgstelle steht mit dem 10 Meter hohen Schiefen Turm noch ein Mauerturm der Stadtmauer.

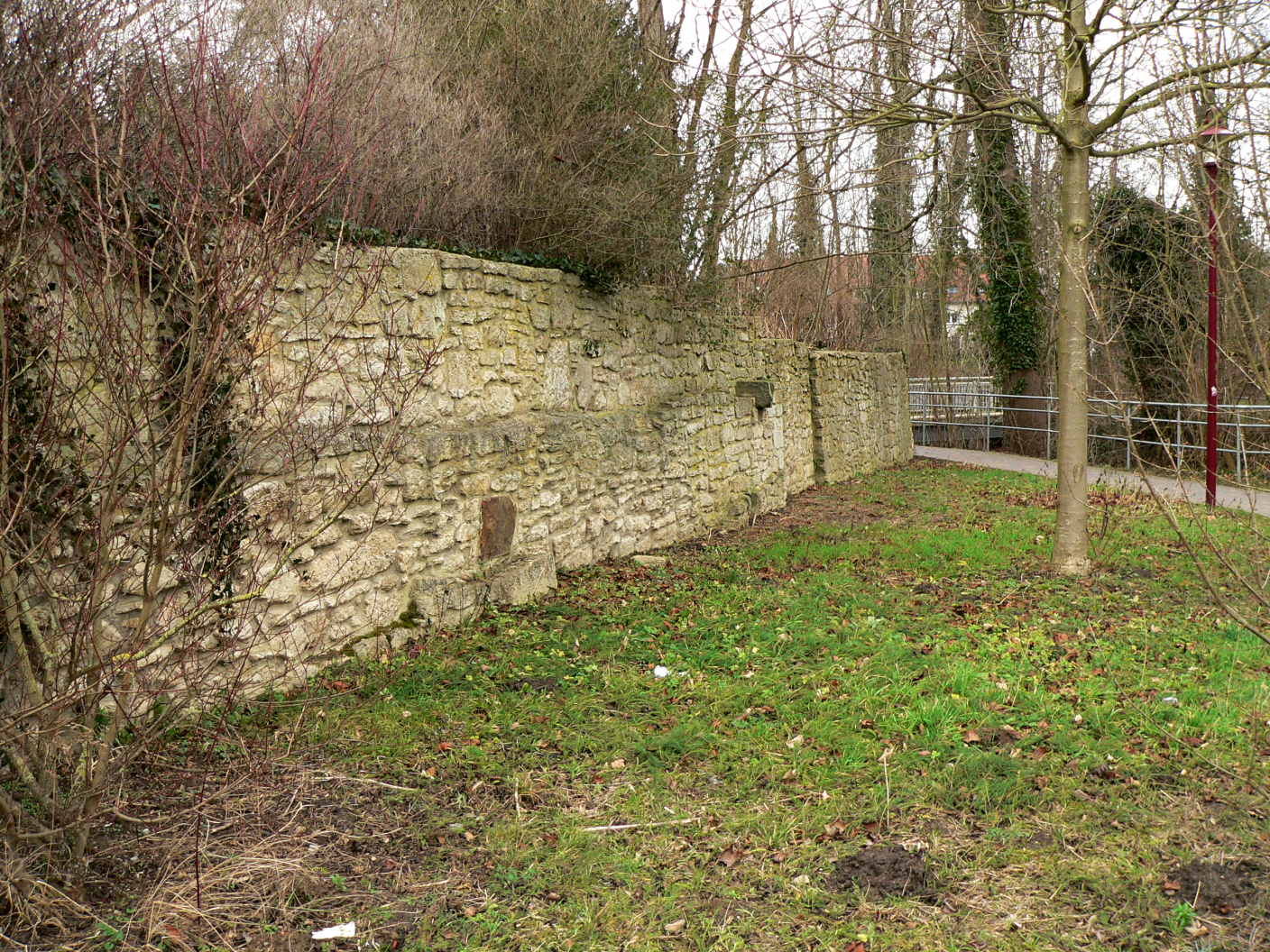
Außenmauer mit steinernen Abflussrinnen der Burg Empne als Teil der Stadtmauer
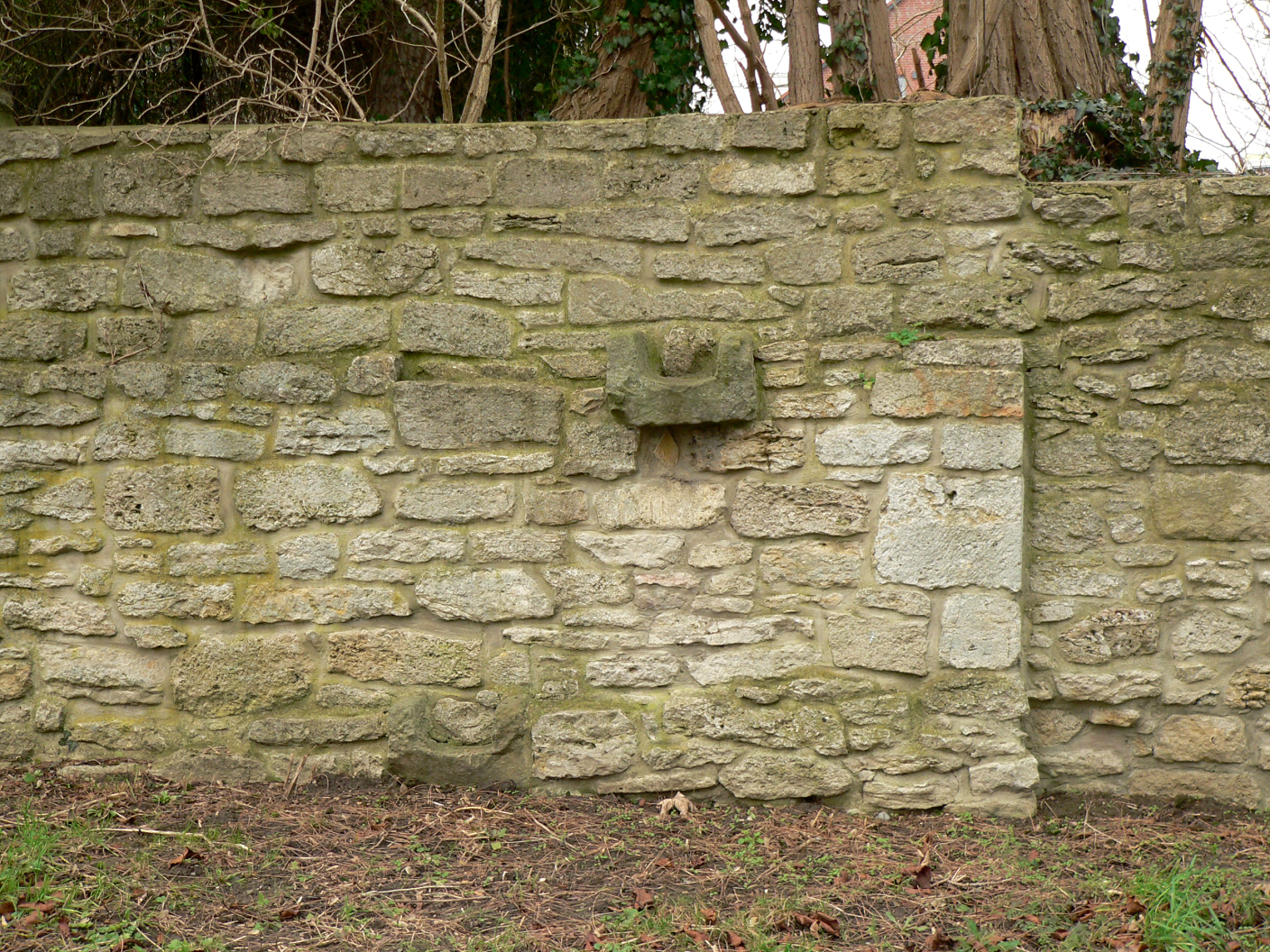
Zwei Abflussrinnen in der Mauer
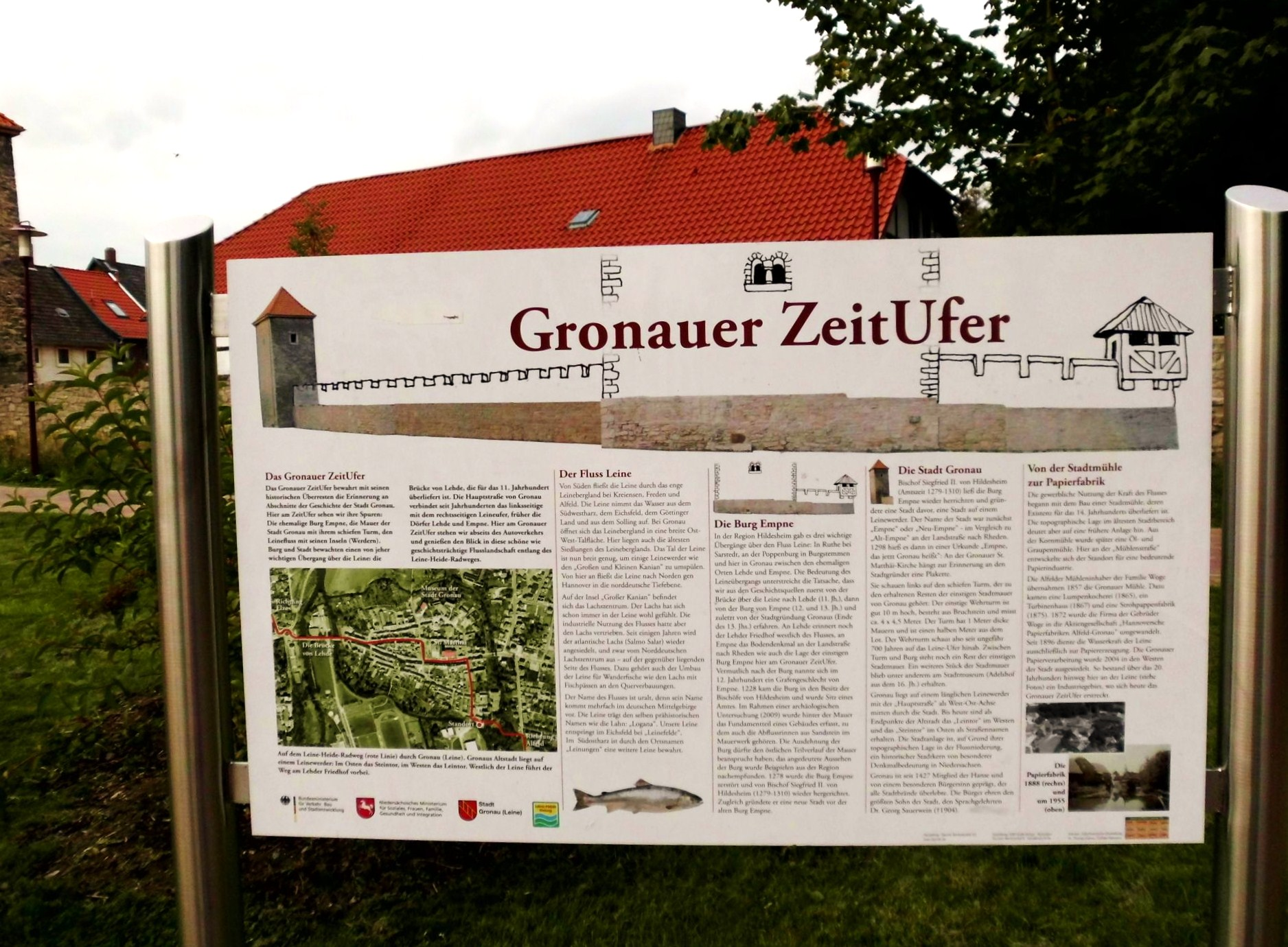
Informationstafel zur Burg Empne und zur Stadtbefestigung Gronau